# Coleção de armas africanas do Museu Nacional

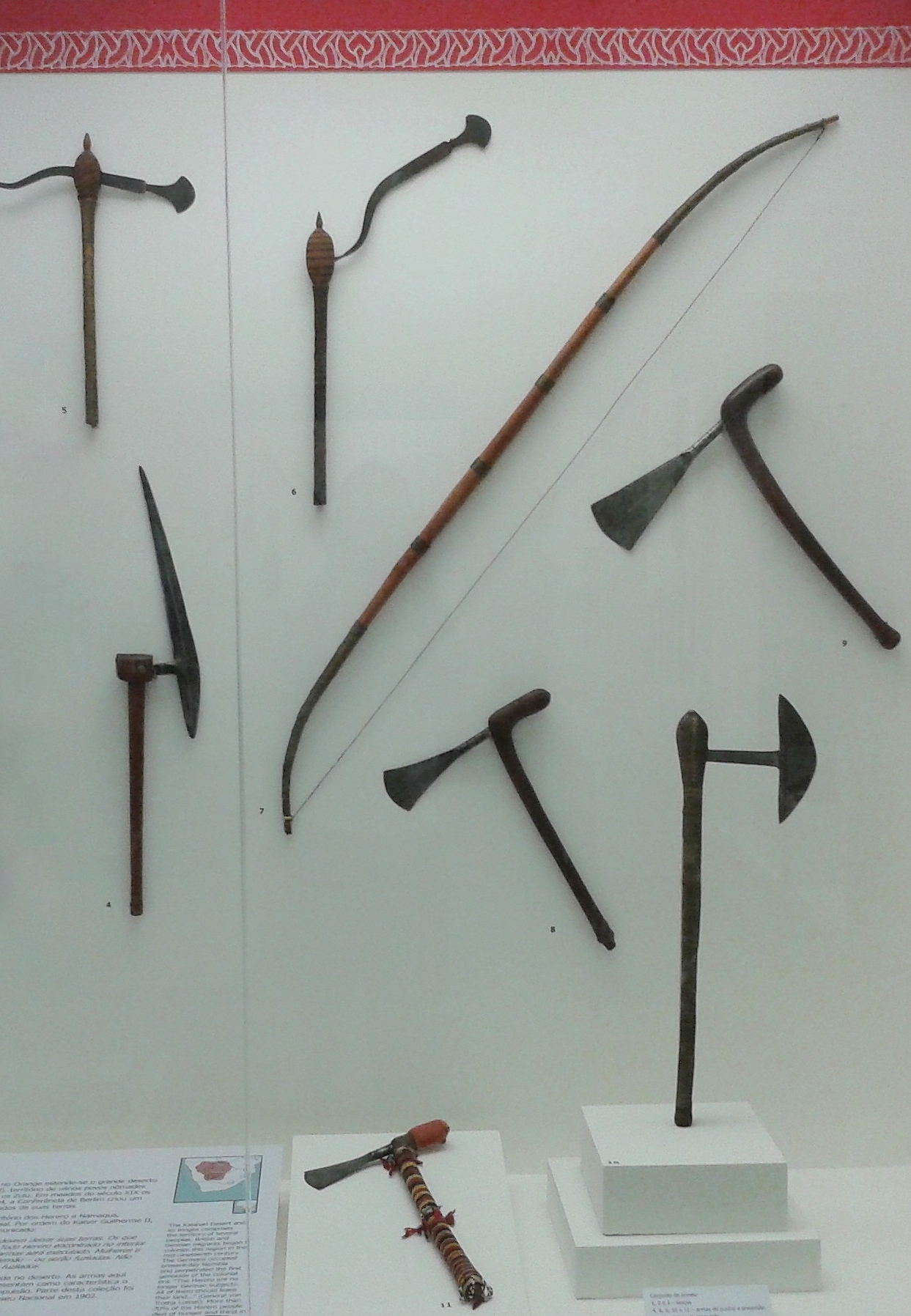
Armas africanas, em registro de 2015.

A Coleção de armas africanas do Museu Nacional é uma das coleções em exposição no Museu Nacional, no Rio de Janeiro. Reúne objetos de guerra, principalmente de guerra colonial, provenientes da África, como machados e lanças. Os objetos expostos na coleção estavam normalmente em exposição na Sala Kumbukumbu.
São destaque da coleção armas de punho e propulsão, como um machado ceremonial coletado na região do Rio Zambeze, no século XIX. Essas armas indicam o controle da metalurgia, além de carregarem elementos simbólicos de poder e dominação. A maior parte dessas armas, numa mesma vitrine na sala do museu, é originária de povos bantos, no sul da África, do século XIX.
 

Sobre a coleção foi dito:
| “ | Os objetos expostos, colocados sob a categoria armas, nos convidam a pensar nestas peças como portadoras de histórias de poder no contexto de sociedades africanas: o poder do homem frente a outro homem, frente à terra ou a animais. [...] As “armas” – instrumentos de significação social e cultural – foram coletadas, confiscadas ou retiradas de seus povos originais durante a exploração europeia do continente africano, e sofreram um processo de ressignificação enquanto objetos que explicitam essa dominação. A arma do africano colonizado é reinventada pelo seu colonizador. Ela deixa de ser símbolo de bravura, coragem e resistência para se tornar uma representação da inferioridade do vencido; ela deixa de falar, para calar. Ela é calada. Passa a ser uma peça (“primitiva”) de contemplação, resultado da dominação hegemônica europeia. | ” |

Esta coleção foi destruída no incêndio de 2018 no Museu Nacional.

## Galeria

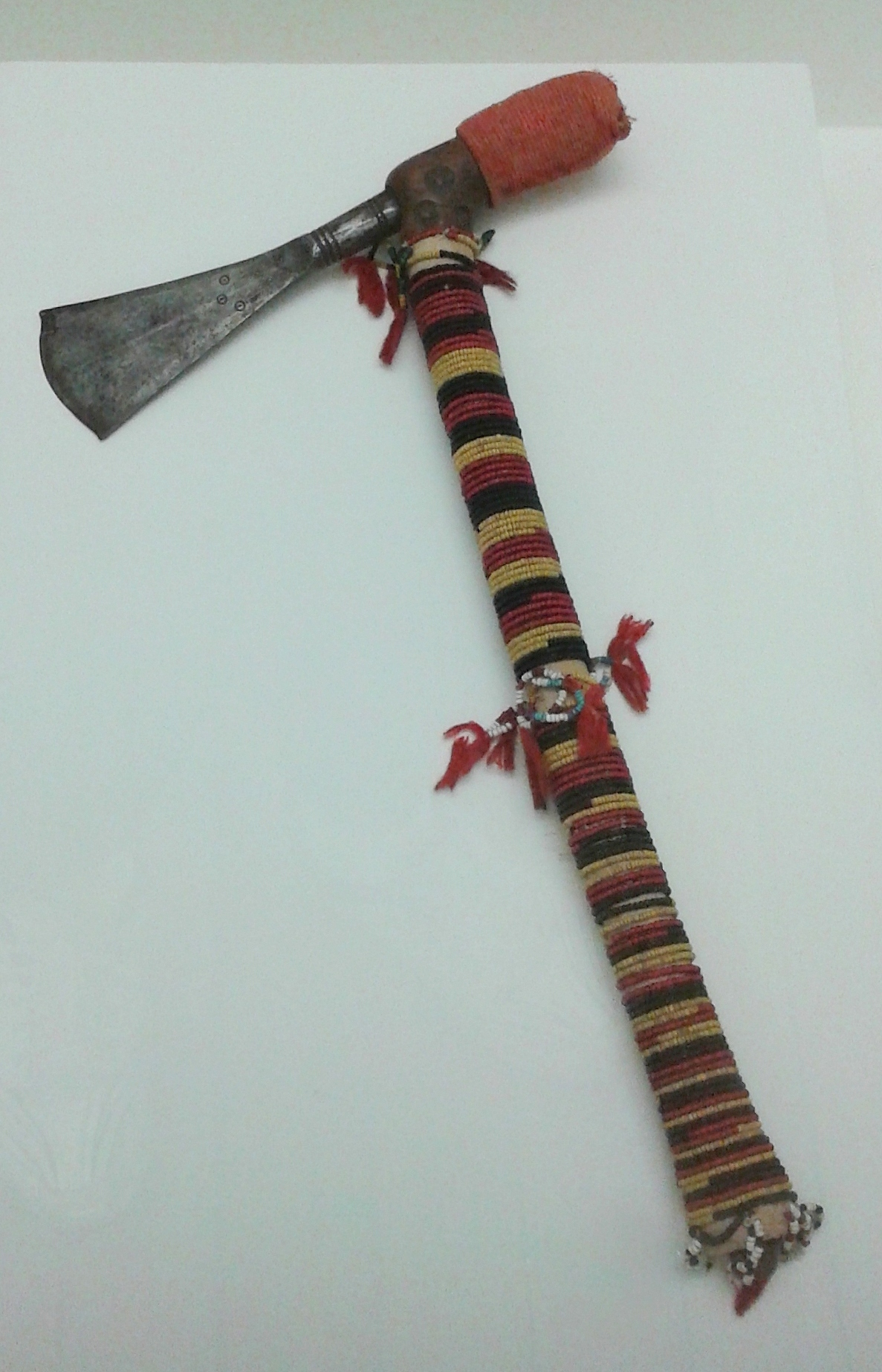
Arma de punho e propulsão, cerimonial.
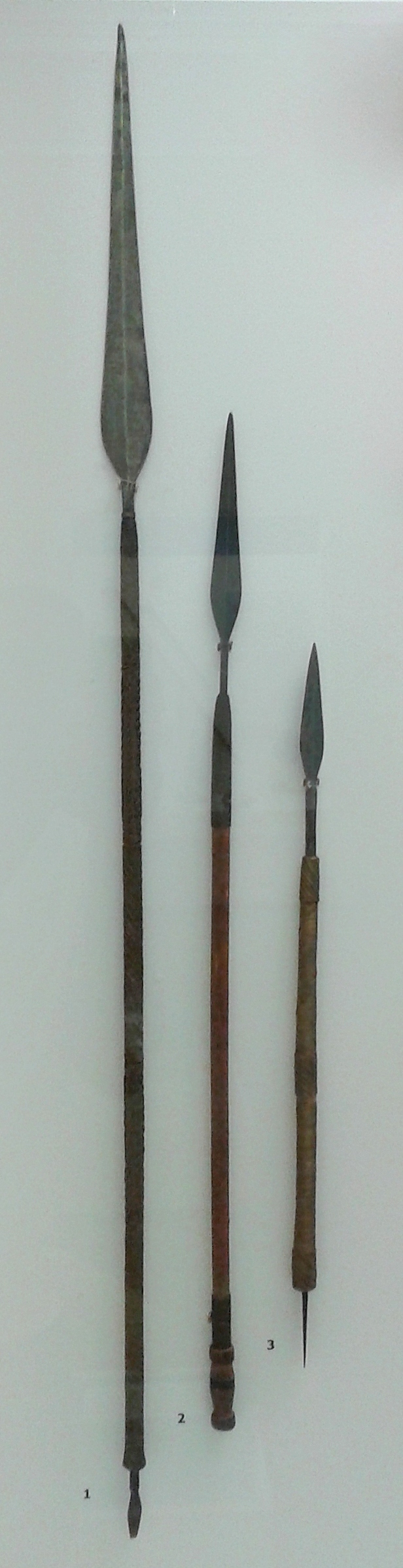
Lanças.